# 吉米·欣德馬什
詹姆斯·萊昂斯·“吉米”欣德馬什（英語：Jimmy Hindmarsh，1885年－1959年3月16日）是一位英格蘭足球運動員及領隊，輾轉效力英格蘭足球聯賽球隊新特蘭、史托港及曼城，他是一位前衛和內鋒。此外，他也在南部聯賽球隊富咸、屈福特、普利茅夫及新港郡效力，並在此後13年擔任新港郡的領隊。

## 註腳
1. ↑  Joyce 2004，第125頁
2. ↑  . Greens on Screen Database.   [2012-06-02]. （原始内容存档于2020-10-27）.